# 永寧縣 (太平郡)
永寧縣，本漢代五原郡，延和二年置為鎮，後改為懷朔鎮，北魏孝明帝孝昌中（525年六月-528年正月）改為朔州。後陷，寄治并州界。轄大安、廣寧、神武、太平、附化五郡十三縣。其中太平郡領三個縣：太平縣、太清縣、永寧縣。在今山西省壽陽縣。